# Stemona javanica
Stemona javanica är en enhjärtbladig växtart som först beskrevs av Carl Sigismund Kunth, och fick sitt nu gällande namn av Adolf Engler. Stemona javanica ingår i släktet Stemona och familjen Stemonaceae. Inga underarter finns listade.